# Strażnica WOP Radków
Strażnica Wojsk Ochrony Pogranicza Wunschelburg/Gródek/Radków – nieistniejący obecnie pododdział Wojsk Ochrony Pogranicza pełniący służbę graniczną na granicy polsko-czechosłowackiej.
Strażnica Straży Granicznej w Radkowie – nieistniejąca obecnie graniczna jednostka organizacyjna Straży Granicznej realizująca zadania bezpośrednio w ochronie granicy państwowej z Czechosłowacją/Republiką Czeską.

## Formowanie i zmiany organizacyjne
Strażnica została sformowana w 1945 roku w strukturze 52 komendy odcinka jako 243 strażnica WOP (Wunschelburg) o stanie 56 żołnierzy. Kierownictwo strażnicy stanowili: komendant strażnicy, zastępca komendanta do spraw polityczno-wychowawczych i zastępca do spraw zwiadu. Strażnica składała się z dwóch drużyn strzeleckich, drużyny fizylierów, drużyny łączności i gospodarczej. Etat przewidywał także instruktora do tresury psów służbowych oraz instruktora sanitarnego. Strażnica wystawiała placówkę w Szydłowie.
Od 15 marca 1954 wprowadzono nową numerację strażnic, a strażnica WOP Radków otrzymała nr 254. 
W 1956 roku rozpoczęto numerowanie strażnic na poziomie brygady. Strażnica III kategorii Radków była 18. w 5 Brygadzie Wojsk Ochrony Pogranicza. W 1960 roku, po kolejnej zmianie numeracji, strażnica posiadała numer 9 i zakwalifikowana była do kategorii IV w 5 Sudeckiej Brygadzie WOP . Później zlikwidowano strażnicę, a w jej miejsce utworzono 9 placówkę WOP kategorii II.
Straż Graniczna:

15 maja 1991 roku po rozwiązaniu Wojsk Ochrony Pogranicza, 16 maja 1991 roku strażnica w Radkowie weszła w podporządkowanie Sudeckiego Oddziału Straży Granicznej i przyjęła nazwę Strażnica Straży Granicznej w Radkowie.
Realizując zadania wynikające ze strategii przekształceń w SG, rozpoczęto ograniczanie ilości strażnic podległych Sudeckiemu Oddziałowi SG i w 1999 roku rozwiązano Strażnicę SG w Czermnej, a ochraniany przez nią odcinek granicy przejęła Strażnica SG w Radkowie .
W 2000 roku rozpoczęła się reorganizacja struktur Straży Granicznej związana z przygotowaniem Polski do wstąpienia, do Unii Europejskiej i  przystąpieniem do Traktatu z Schengen. Podczas restrukturyzacji wprowadzono kompleksową ochronę granicy już na najniższym szczeblu organizacyjnym tj. strażnica i graniczna placówka kontrolna. Wprowadzona całościowa ochrona granicy zniosła podział na graniczne jednostki organizacyjne ochraniające tylko tzw. „zieloną granicę” i prowadzące tylko kontrole ruchu granicznego. W wyniku tego, w 2003 roku nastąpiło zniesie Strażnicy SG w Radkowie, a ochraniany odcinek przejęła Graniczna Placówka Kontrolna SG w Kudowie-Zdroju .

## Ochrona granicy
Straż Graniczna:

- 1996 – na odcinku strażnicy zostało uruchomione przejście graniczne na szlaku turystycznym Radków-Božanov, w którym odprawę graniczną i celną realizowali funkcjonariusze strażnicy.

### Wydarzenia
- Na odcinku Strażnicy WOP Radków Wyższa Szkoła Oficerska Wojsk Zmechanizowanych miała ośrodek szkoleniowy w Ostrej Górze, gdzie do 1983 roku organizowano przyszłym wopistom 10-dniowe obozy narciarskie .

### Strażnice sąsiednie
- 242 strażnica WOP Stransdorf ⇔ 244 strażnica WOP Kunigawalde – 1946.

## Dowódcy strażnicy
- st. sierż. Józef Ślęzak (był w 1951)
- por. Józef Kuna (01.11.1959–15.08.1961)[11]
- kpt. Mirosław Jerzyk (10.05.1977–30.11.1987)[12].